# Референдум в Северном Косове
Референдум по вопросу о признании органов власти самопровозглашённой Республики Косово был проведён в населённом преимущественно сербами регионе Северное Косово 14 и 15 февраля 2012. В общинах Зубин-Поток и Звечан, а также в Северной Митровице голосование проводилось оба дня, а в общине Лепосавич только 15 февраля. Итоги референдума были объявлены 19 февраля. Идея проведения подобного референдума была высказана 2 декабря 2011 главой общины Зубин-Поток Славишей Ристичем. По мнению мэра Косовска-Митровицы Крстимира Пантича, референдум с заранее предсказуемым итогом имеет цель легитимизировать борьбу косовских сербов за свои права, вопрос о которых назрел с новой силой после таможенного конфликта в 2011.
Высказывалось мнение, что проведение референдума может иметь негативные последствия для европейской интеграции Сербии, а глава общины Лепосавич Бранко Нинич счёл необходимым отложить его, чтобы не лишать косовских сербов поддержки Белграда. Тем не менее, в 7 часов утра 14 февраля избирательные участки открылись, и голосование по референдуму началось.
На референдум был вынесен единственный вопрос:

 
Признаёте ли вы органы власти так называемой Республики Косово?
Оригинальный текст (серб.)Да ли прихватате институције такозване Републике Косово?

Часть бюллетеней была отпечатана на албанском языке и предназначалась для проживающего в регионе албанского меньшинства.

## Реакция на референдум
- Косово — «Проведение референдума демонстрирует болезненные амбиции и территориальные претензии Сербии в отношении Косово», — подчёркивается в заявлении правительства Республики Косово.
- Сербия — официальные власти крайне отрицательно отреагировали на проведение референдума, поскольку, по их мнению, Косово и без того является частью Сербии, а также заявили, что он не будет иметь никаких юридических последствий. «Эта инициатива подрывает потенциал нашего государства и не отвечает интересам косовских сербов. Таким образом они дистанцируются от государства и защиты законных интересов сербского населения в Косово и Метохии», — заявил президент Сербии Борис Тадич[7]. Замминистра по делам Косово и Метохии Оливер Иванович в одном из интервью заявил, что результаты референдума являются «политической бессмыслицей», ведут к ненужной косовским сербам политической напряженности и «не имеют никакой юридической силы».
  - Оппозиция
В свою очередь, представитель оппозиционной Сербской прогрессивной партии Бачевич заявил, что референдум стал «серьёзным предупреждением правительству, что в отношении Косово и Метохии оно действует ошибочно». «Результаты референдума и уровень явки показали, что с правительством Республики Сербии сербы из четырёх северных муниципалитетов, как и представители других национальных меньшинств, не согласны. Они хотят жить в границах государства, гарантированных конституцией», — отметил он[8].
- Россия — «Считаю, что это [итоги референдума] — сигнал и Приштине, и Белграду, и всем тем, кто старается оказать международное содействие разрешению всех аспектов данной ситуации», — считает российский министр иностранных дел Сергей Лавров, — «Игнорировать подобное — ошибка»[9].
- Европейский союз — ЕС не поддерживает референдум на севере Косово, поскольку таким образом нельзя решить проблему косовских сербов, сообщила Мая Косьянчич, представитель главы дипломатии ЕС Кэтрин Эштон[10].
- США — Джерард Галлуччи (Gerard M. Gallucci), американский дипломат при ООН, ранее руководивший отделением косовской миссии ООН в Косовска-Митровице, заявил, что референдум на севере Косово не носил законного характера и не будет иметь последствий. По мнению Галуччи референдум прошёл на фоне популярных настроений и стал ответом косовских сербов на силовые действия Приштины, дипломат подчёркивает, что такие действия не привели к положительному эффекту, поскольку не для любой ситуации применение силы является действенным решением[11].
- Албания — Министерство иностранных дел выразило «озабоченность» по поводу референдума и объявило, что данный шаг не способствует диалогу между Сербией и Косово[12].

## Голосование
| Референдум 14 и 15 февраля 2012. |                                   |                                      |                            |                  |             |                             |
| Муниципалитет                    | Количество избирательных участков | Число зарегистрированных избирателей | Количество проголосовавших | Против           | За          | Недействительных бюллетеней |
| Косовска-Митровица               | 13                                | 10 173                               | 7595 (74,6 %)              | 7521 (99,03 %)   | (0,29 %)    |                             |
| Звечан                           | 11                                | 8081                                 | 6040 (74,74 %)             | 6007 (99,87 %)   | (0,13 %)    |                             |
| Зубин-Поток                      | 25                                | 5186                                 | 4597 (88,64 %)             | 4573 (99,76 %)   | 11 (0,24 %) | (0,28 %)                    |
| Лепосавич                        | 33                                | 12 060                               | 8491 (70,48 %)             | (99,67 %)        |             |                             |
| в целом                          | 82                                | 35 500                               | 26 725 (75,28 %)           | 26 524 (99,74 %) | 69          | 134                         |